# Fight Fever
Fight Fever (ファイト・フィーバー?, Faito Fībā), conosciuto in Corea del Sud come 왕중왕?, ''Wang Jung Wang''LR, è un picchiaduro arcade in 2D del 1994. Trattasi del primo e unico videogioco coreano per la scheda hardware Neo Geo, così come il primo titolo sviluppato e pubblicato dall'editore locale dei giochi SNK, Viccom. Fa parte della gamma "The 100 Mega Shock" dei giochi Neo Geo che superano i 100 megabit.
Venne anche pianificata una conversione per Neo Geo CD, ma a causa delle scarse unità vendute di tale console non vide mai la luce.

## Modalità di gioco
Il gameplay presenta diverse somiglianze con altri picchiaduro ad incontri, specialmente con Fatal Fury 2 e Art of Fighting. Fight Fever infatti si basa sul primo e utilizza il motore di gioco del secondo. L'obiettivo è quello di vincere due incontri su tre per passare al prossimo. Si possono scegliere tra otto personaggi e due boss (il primo boss è l'unico giocabile nella modalità due giocatori). Ognuno di essi dispone del proprio repertorio di mosse oltre a due pugni e calci basici, e vedranno poi eseguire una super chiamata "Danger Move", simile alla "Desperation Move" di Fatal Fury 2. Loro hanno anche la capacità di provocare l'avversario, ma a differenza della trilogia di Art of Fighting, non sortisce alcun effetto e potrebbe eventualmente lasciarlo scoperto contro gli attacchi nemici.
Vi sono due livelli bonus che premiano il giocatore con dei punti in base alla sua abilità. Il primo consiste nel rompere una pila di mattoni dove richiede la rapida pressione del pulsante A. Il secondo invece vede spaccare delle tavole tenute dagli allenatori che compaiono dal lato sinistro e destro. Ambedue erano presenti in Street Fighter della Capcom, così come uno di essi in Mortal Kombat della Midway e nella suddetta serie di SNK.

## Personaggi
- Han Baedal – Il protagonista. Un esponente di taekwondo che appare essere un incrocio tra Ryu e Ryo Sakazaki.
- Miyuki – Una ballerina e unico personaggio femminile del gioco.
- Rophen Heimer – Un barista esperto in arti marziali.
- Magic Dunker – Un giocatore di basket che probabilmente prende il nome da Magic Johnson.
- Golrio – Un grasso guerriero indigeno con l'abilita di lanciare palle infuocate e rotolare velocemente contro gli avversari.
- Nick Commando – Un enorme soldato mascherato che può lanciare granate e caricare il nemico.
- Chintao – Un monaco esperto di arti marziali.
- Kim Hoon – Un semi-clone rivale di Han Baedal.
- Maestro Taekuk – Un vecchio maestro di taekwondo che può distendere le braccia e atterrare l'avversario.
- Karate Kenji – Il boss finale del gioco. È stato doppiato da Masaki Usui, che doppiò anche il citato Ryo Sakazaki nella trilogia di Art of Fighting e Haohmaru nella serie di Samurai Shodown.

## Sviluppo
Fight Fever è opera della Viccom, compagnia di software della Corea del Sud con sede a Daejeon, fondata nel 1991 da Kim Jae Hoon e guidata dal presidente Kim Kap Hwan. Mentre il Neo Geo e i suoi titoli ottennero successo in tutto il mondo, SNK e Viccom divennero partner commerciali per la loro distribuzione nel paese asiatico. Allo stesso tempo, Kim richiese a SNK alcuni strumenti di sviluppo e personale per creare e uscire Wang Jung Wang rinominandolo con l'attuale nome in altre regioni.